# Hollstein (Hessisch Lichtenau)
Hollstein ist nach Einwohnern der kleinste Stadtteil von Hessisch Lichtenau im nordhessischen Werra-Meißner-Kreis.

## Geographische Lage
Der kleine Ort ist ein ehemaliges Angerdorf im Tal der Hollsteine, eines Nebenbachs der Wehre. Der kleine Bach ist nach dem Ort benannt. Die Kernstadt von Hessisch Lichtenau liegt etwa 4,5 Kilometer nordwestlich. Durch den Ort verläuft die Landesstraße 3147, die über den Nachbarort Hopfelde nach Hessisch Lichtenau führt.

## Geschichte

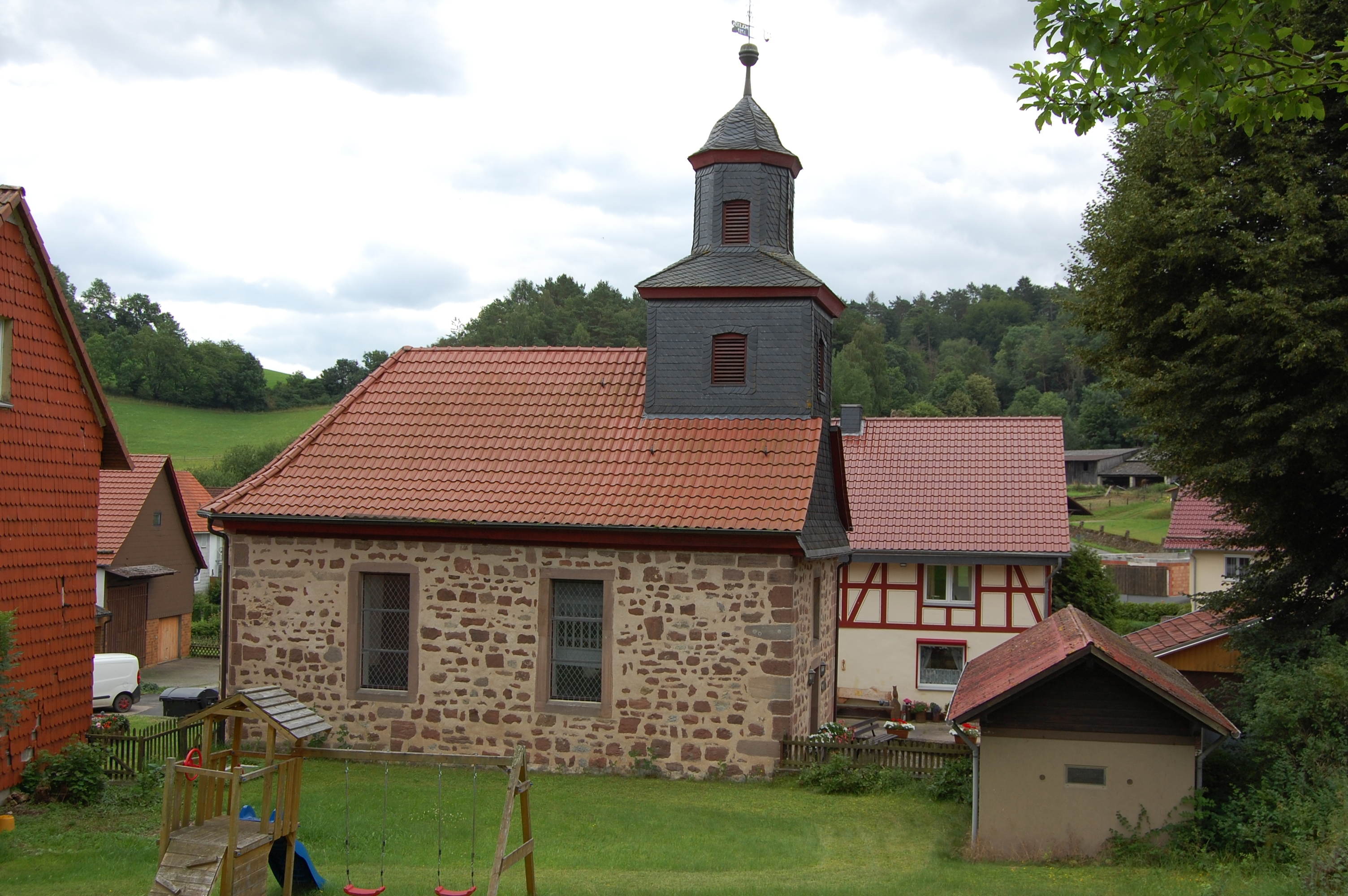
Evangelische Kirche in Hollstein (im Kern spätgotisch, klassizistisch umgebaut)

Im Jahr 1195 bestätigte Papst Coelestin III. dem Kloster Germerode seinen Besitz, darunter auch den in „Holsten“. Die Urkunde vom 20. Dezember 1195 ist die älteste bekannte Erwähnung des Orts; sie ist nur in einer Abschrift des 15. Jahrhunderts erhalten. Das Kloster Germerode ist bis zu seiner Säkularisation 1527 in Hollstein begütert, es besaß unter anderem eine Mühle dort. 1322 erwirbt Landgraf Heinrich Hollstein von einem Adelsgeschlecht „von Hollstein“. Die Familie wurden Bürger in der Stadt Lichtenau. 1366 wurde Hartmann von Wickenrode durch Landgraf Heinrich mit Besitz in Hollstein belehnt, dieser hat kurz nach 1376 ein Burglehen zu Hollstein inne. Die Lage der zugehörigen Burg ist unbekannt. Der Ort war bis mindestens 1454 Sitz eines Untergerichts. Gerichtsherren waren zunächst (vor 1322) die Herren von Hollstein, ab 1322 der Landgraf. Ab 1454 bestand ein Sondergericht des Amtes Lichtenau, das vom Schultheißen in Lichtenau und drei bis vier Stadtschöffen betreut wurde. An der Gerichtsstätte im Ort ist eine Steinsäule erhalten, an der ein Halseisen befestigt war.
Der Ort gehörte bis 1821 zum hessischen Amt Lichtenau und danach zum Landkreis Witzenhausen. Während der französischen Besetzung gehörte der Ort zum Kanton Lichtenau  im Königreich Westphalen (1807–1813).
Zum 1. Januar 1974 wurde im Zuge der Gebietsreform in Hessen die bis dahin zum Landkreis Witzenhausen gehörende Gemeinde kraft Landesgesetz in die Stadt Hessisch Lichtenau im neu gebildeten Werra-Meißner-Kreis eingemeindet.  Für die eingegliederten neun Stadtteile sowie die Kernstadt wurde jeweils ein Ortsbezirk mit Ortsbeirat und Ortsvorsteher eingerichtet.

## Bevölkerung
Einwohnerstruktur 2011
Nach den Erhebungen des Zensus 2011 lebten am Stichtag, dem 9. Mai 2011, in Hollstein 141 Einwohner. Darunter waren 3 (2,1 %) Ausländer.
Nach dem Lebensalter waren 21 Einwohner unter 18 Jahren, 60 zwischen 18 und 49, 24 zwischen 50 und 64 und 33 Einwohner waren älter.
Die Einwohner lebten in 60 Haushalten. Davon waren 18 Singlehaushalte, 18 Paare ohne Kinder und 21 Paare mit Kindern, sowie 3 Alleinerziehende und keine Wohngemeinschaften. In 18 Haushalten lebten ausschließlich Senioren und in 36 Haushaltungen lebten keine Senioren.
Einwohnerentwicklung
Der Ort hatte 1539 acht Haushalte. Er litt wie die gesamte Region stark unter den Verheerungen des Dreißigjährigen Kriegs: 1640 waren von ehemals zwanzig Familien nur noch acht hier ansässig. 1777 hatte er 106 Einwohner. Der Ort ist heute kleiner als im 19. Jahrhundert, als etwa 200 Einwohner gezählt worden sind. In dem armen Dorf waren 1724 31 Leineweber als dörfliche Handwerker im Nebenerwerb ansässig, außerdem werden nur ein Müller und ein Hirte genannt.
| Quelle: Historisches Ortslexikon |                                                                    |
| • 1539:                          | 8 Männer und Feuerstellen                                          |
| • 1575:                          | 17 Hausgesesse                                                     |
| • 1585:                          | 17 Hausgesesse                                                     |
| • 1640:                          | Von 20 Familien nur noch 8 ansässig                                |
| • 1681:                          | 21 Hausgesesse                                                     |
| • 1747:                          | 20 Mannschaften mit 24 Feuerstellen                                |
| • 1961:                          | 118 evangelische (= 88,06 %), 16 katholische (= 11,94 %) Einwohner |

| Hollstein: Einwohnerzahlen von 1777 bis 2011 | Hollstein: Einwohnerzahlen von 1777 bis 2011 | Hollstein: Einwohnerzahlen von 1777 bis 2011 | Hollstein: Einwohnerzahlen von 1777 bis 2011 | Hollstein: Einwohnerzahlen von 1777 bis 2011 |
| --- | -------------------------------------------- | -------------------------------------------- | -------------------------------------------- | -------------------------------------------- |
| Jahr |                                              |                                              |                                              | Einwohner                                    |
| 1777 | 1777                                         |                                              | 106                                          | 106                                          |
| 1800 | 1800                                         |                                              | ?                                            | ?                                            |
| 1834 | 1834                                         |                                              | 200                                          | 200                                          |
| 1840 | 1840                                         |                                              | 198                                          | 198                                          |
| 1846 | 1846                                         |                                              | 182                                          | 182                                          |
| 1852 | 1852                                         |                                              | 197                                          | 197                                          |
| 1858 | 1858                                         |                                              | 200                                          | 200                                          |
| 1864 | 1864                                         |                                              | 212                                          | 212                                          |
| 1871 | 1871                                         |                                              | 167                                          | 167                                          |
| 1875 | 1875                                         |                                              | 156                                          | 156                                          |
| 1885 | 1885                                         |                                              | 137                                          | 137                                          |
| 1895 | 1895                                         |                                              | 136                                          | 136                                          |
| 1905 | 1905                                         |                                              | 121                                          | 121                                          |
| 1910 | 1910                                         |                                              | 119                                          | 119                                          |
| 1925 | 1925                                         |                                              | 135                                          | 135                                          |
| 1939 | 1939                                         |                                              | 99                                           | 99                                           |
| 1946 | 1946                                         |                                              | 174                                          | 174                                          |
| 1950 | 1950                                         |                                              | 181                                          | 181                                          |
| 1956 | 1956                                         |                                              | 158                                          | 158                                          |
| 1961 | 1961                                         |                                              | 134                                          | 134                                          |
| 1967 | 1967                                         |                                              | 121                                          | 121                                          |
| 1970 | 1970                                         |                                              | 140                                          | 140                                          |
| 1980 | 1980                                         |                                              | ?                                            | ?                                            |
| 1990 | 1990                                         |                                              | ?                                            | ?                                            |
| 2000 | 2000                                         |                                              | ?                                            | ?                                            |
| 2011 | 2011                                         |                                              | 141                                          | 141                                          |
| Datenquelle: Historisches Gemeindeverzeichnis für Hessen: Die Bevölkerung der Gemeinden 1834 bis 1967. Wiesbaden: Hessisches Statistisches Landesamt, 1968. Weitere Quellen: LAGIS; Zensus 2011 |                                              |                                              |                                              |                                              |

## Politik
Für Hollstein besteht ein Ortsbezirk (Gebiete der ehemaligen Gemeinde Hollstein) mit Ortsbeirat und Ortsvorsteher nach der Hessischen Gemeindeordnung.
Der Ortsbeirat besteht aus fünf Mitgliedern. Bei den Kommunalwahlen in Hessen 2021 betrug die Wahlbeteiligung zum Ortsbeirat 66,36 %. Alle Kandidaten gehörten der „Wählergruppe Hollstein“ an. Der Ortsbeirat wählte Bianka Dücker zur Ortsvorsteherin.

## Baudenkmale

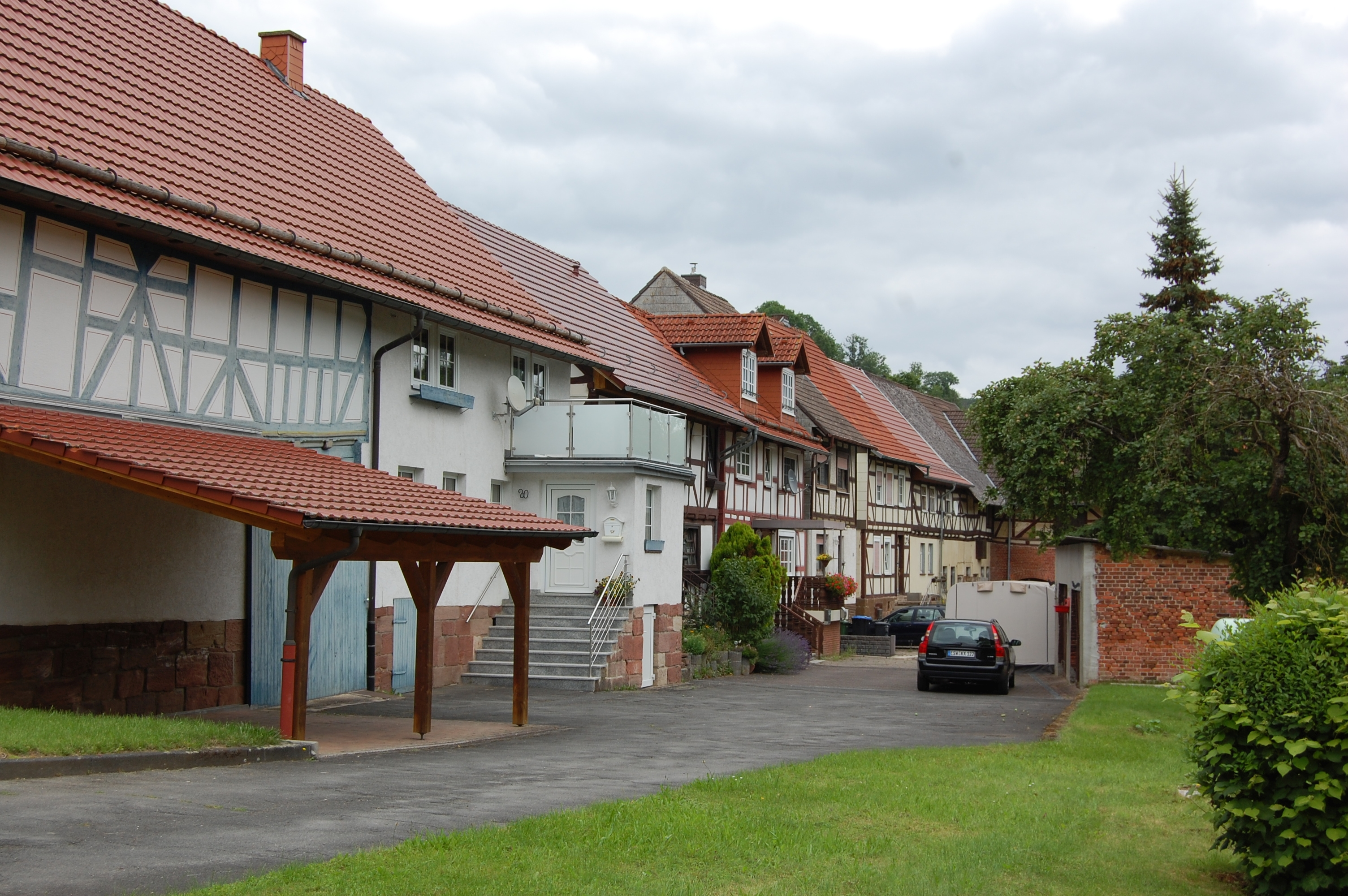
Alte Ortslage mit Fachwerkhäusern an der Straße „An der Hollsteine“

Die historische Ortslage von Hollstein ist als Ensemble denkmalwürdig. Die traufständigen Fachwerkhäuser des 18. und 19. Jahrhunderts waren ursprünglich nur über kleine Stege über den Bach Hollsteine hinweg erschlossen. Rückwärtig zu der Häuserzeile verlief früher ein Mühlgraben.
Am westlichen Rand des ehemaligen Dorfangers liegt die evangelische Kirche. Die bescheidene Anlage stammt ursprünglich aus dem 14. bis 15. Jahrhundert, daran erinnert ein vermauertes spitzbogiges Fenster. Der rechteckige Bau mit dreiseitig geschlossenem Chor besitzt einen Fassadenturm (Wetterfahne datiert 1797). Der Innenraum ist typisch für eine Landkirche der Region aus der Umbauzeit im 18. Jahrhundert: Der flach gedeckte Saal wird auf drei Seiten von einer hölzernen Empore umlaufen.

## Naturdenkmal Hollsteine

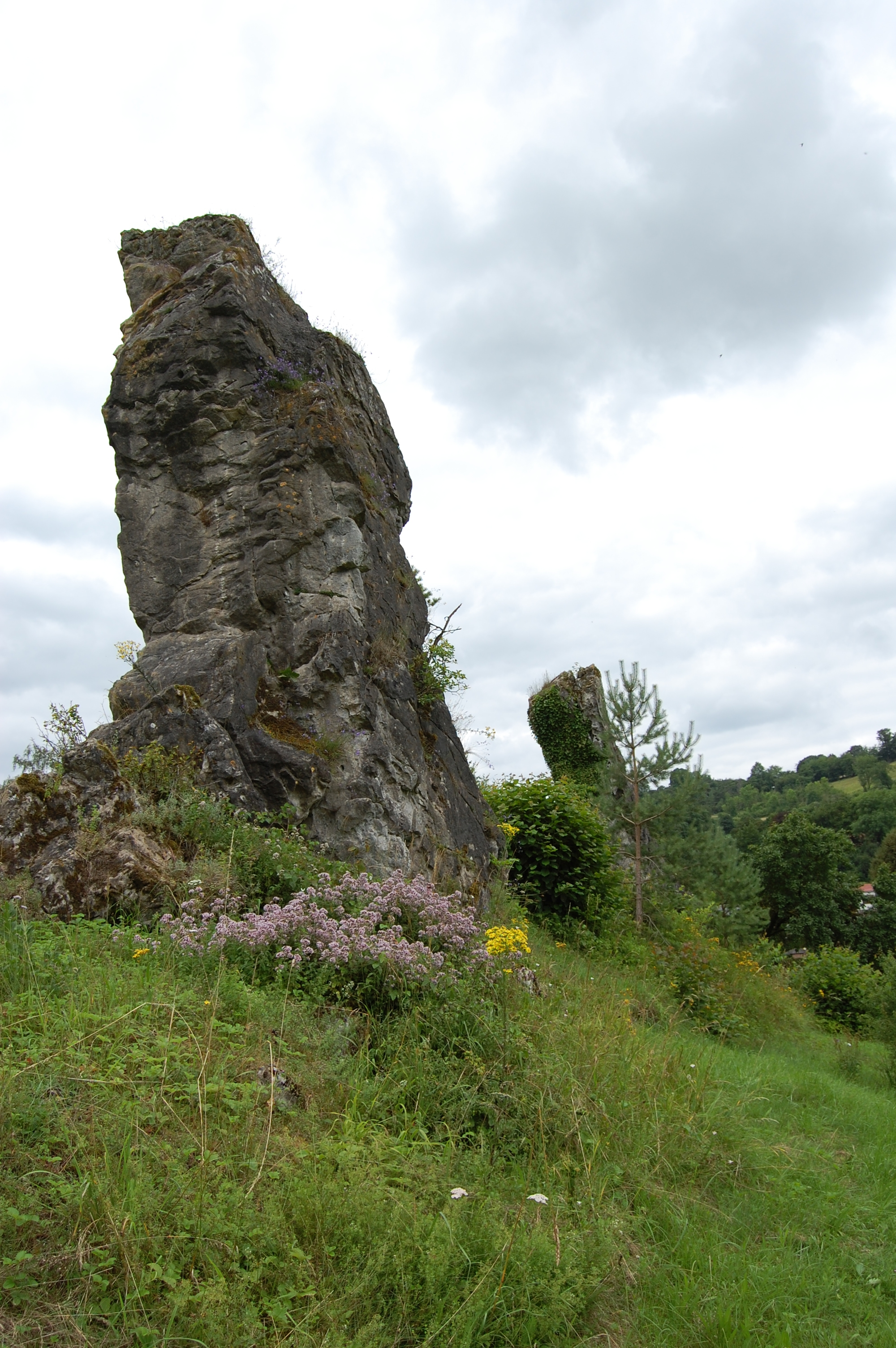
Die Hollsteine

Der Ort ist benannt nach den mitten im Ort liegenden, als Naturdenkmal geschützten Hollsteinen. Diese sind drei Felsen aus Plattendolomit des Zechstein von drei bis fünf Metern Höhe. Die zellig verwitterten monolithischen Felsen stehen steil aufrecht, sie sind als kleiner Horst in umliegende, viel jüngere Gesteine des Buntsandstein eingelagert. Für den Namen existieren verschiedene Deutungen: a) Steine „bei der Hohle“, also einer Engstelle des Tals, b) nach den „Holden“, mythologische Erdgeister: Kobolde, Zwerge oder Wichtel. c) nach einer mündlichen Überlieferung nach der Frau Holle, einer Sagengestalt, die unter anderem mit dem Frau-Holle-Teich auf dem nahe gelegenen Hohen Meißner verbunden ist. Unter den Felsen soll sich früher eine Quelle befunden haben, das Ensemble aus Felsen und Quelle wurde spekulativ als alter Kultplatz gedeutet. Neben verschiedenen Namenskartuschen (wohl des 19. Jahrhunderts) und schwer deutbaren Gravierungen ist auf der Nordseite des höchsten Felsens die Skulptur eines kleinen Löwenkopfs gearbeitet, diese seien bevorzugte Begleiter der Frau Holle. Unter den wenigen mündlichen Überlieferungen über die Felsen findet sich die Geschichte, Frau Holle habe sie aus ihrem Schuh geschüttelt, als sie einen großen Schritt vom Meißner weg machte. Der Lokalhistoriker Karl Kollmann hält diese verstreuten Hinweise für glaubhaft genug, um den Namensbezug auf Frau Holle für die wahrscheinlichste Deutung zu erklären.